# 墨伽拉的歐幾里得
墨伽拉的欧几里得（英語：Euclid of Megara），（前435年—前365年），古希腊哲学家之一，雅典墨伽拉哲学学派的成员。他凭借提出逻辑学中的悖论而为人所知，其理论最著名的是关于“说谎者”的解释（“即自称正在撒谎者是否能讲真话”）。因为关于他的记载较少，中世纪和近代早期许多作者、世人往往把他跟几何学家欧几里得、其門徒歐布利德斯混為一談。歐幾里得的作品現多已亡佚，其中的哲學多包含其師蘇格拉底的思想。

## 扩展阅读
- 本条目包含来自公有领域出版物的文本: Chisholm, Hugh (编).  (第11版). London: Cambridge University Press. 1911.
- Mates, Benson. . Berkeley: University of California Press. 1973 [1953]. ISBN 0-520-02368-4.
- Bobzien, Susanne, Dialectical School （页面存档备份，存于）, The Stanford Encyclopedia of Philosophy (2008 Edition)
- Turner, William. Chapter VIII: The Imperfectly Socratic Schools. （页面存档备份，存于） Jaques Martain Center. University of Notre Dame. 11 Nov. 2008